# آدم بيدج
آدم بيدج هو مصارع محترف أمريكي ولد في 27 يوليو 1991،يعمل حالياً في آول إليت ريسلينغ.

## روابط خارجية
- آدم بيدج على موقع CageMatch worker (الإنجليزية)
- آدم بيدج على موقع عالم المصارعة على الإنترنت (الإنجليزية)
- آدم بيدج على موقع عالم المصارعة على الإنترنت (الإنجليزية)